# Départements militaires des universités civiles

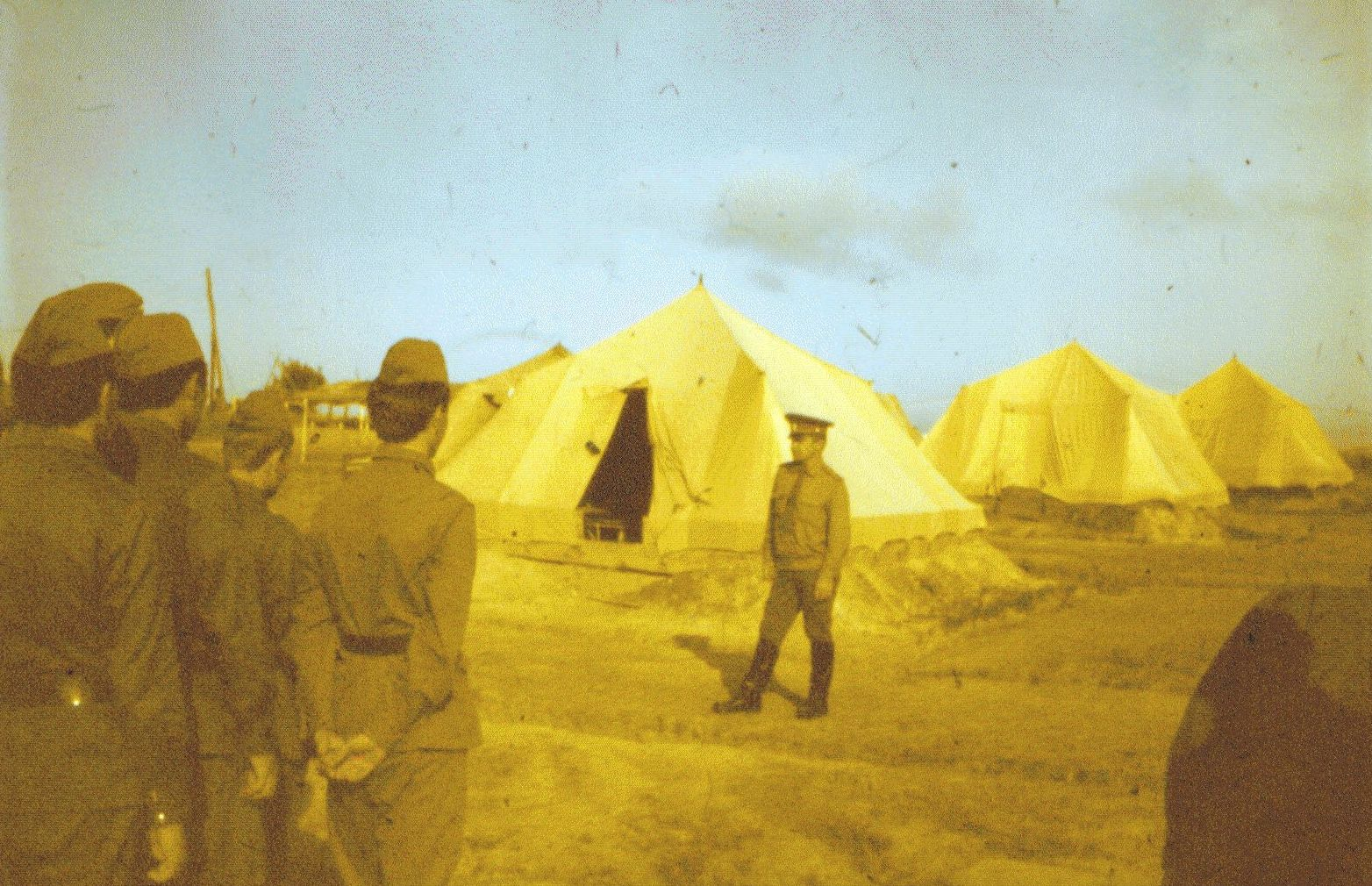
Étudiants soviétiques d'une institution civile d'enseignement supérieur avec département militaire dans un camp militaire en 1986.

Le département militaire (russe : военная кафедра) est une division au sein d'une université civile ou d'un autre établissement d'enseignement supérieur, destinée à la formation d'officiers parmi les étudiants, répandue dans l'Union soviétique et les États post-soviétiques.
Le phénomène similaire connu sous le nom de faculté militaire (russe : военный факультет) ou faculté de formation militaire (russe : факультет военного обучения) existe dans certains États post-soviétiques. Une faculté de formation militaire est une division au sein d'une université civile composée de deux ou plusieurs départements militaires dispensant une formation dans différents domaines de la science militaire.

## Histoire
La formation des officiers de réserve en Union soviétique est officiellement créée en 1927. Selon la loi de l'Union soviétique sur le service militaire obligatoire du 13 août 1930 n ° 42 / 253б, cette formation est connue sous le nom de formation supérieure non interne à l'unité militaire, et une liste des universités civiles dispensant cette formation a été approuvée par le Commissariat du peuple pour Affaires militaires et navales. La première liste existe en 1927.
Initialement, l'officier, responsable de la formation supérieure des unités militaires non internes à l'université civile, est nommé « chef militaire » (russe : военный руководитель). Le premier congrès de ces chefs militaires a lieu en 1927. Le terme « département militaire » apparaît plus tard, lorsque le décret n° 413 du Conseil des commissaires du peuple de l'Union soviétique du 13 avril 1944 est promulgué,.
Avec la promulgation de la loi de l'Union soviétique sur le devoir militaire universel du 12 octobre 1967 n° 1950-VII, la formation des officiers de réserve dispensée par les départements militaires des établissements d'enseignement supérieur civils est devenue obligatoire pour tous les étudiants des établissements qui avaient de tels départements. Dans les années 1960-70, le nombre d'universités dotées de départements militaires est porté à 497, le nombre annuel de diplômés est d'environ 170 000, dont environ 30% en service actif. Le nombre d'établissements civils d'enseignement supérieur dotés de départements militaires est réduit à 397 en 1990.

## Structure organisationnelle
Le département militaire soviétique typique a la structure suivante :
- Chef du département militaire (généralement avec le grade de colonel)
- Chef adjoint du département militaire (généralement avec le grade de lieutenant-colonel ou colonel)
  - Chef d'unité d'enseignement (généralement avec le grade de major ou de lieutenant-colonel)
    - Chef de cycle de formation (généralement avec le grade de major)
      - Deux enseignants ou plus dans chaque cycle (généralement avec le grade de capitaine ou de major)

  - Chef de l'unité de soutien au processus logistique et éducatif (généralement avec le grade de major ou de lieutenant-colonel)
    - Personnel de l'unité d'appui au processus logistique et éducatif (militaire et civil)
- Secrétaire - greffier (civil)